# Joaquim Taibner de Morais
Joaquim Taibner de Morais (Marinha Grande, 10 de agosto de 1840 — Marinha Grande, 2 de abril de 1904) foi um jurista e político que, entre outras funções, foi governador civil do Distrito de Angra do Heroísmo (24 de outubro de 1865 a 9 de fevereiro de 1866 e desde agosto de 1866 a abril de 1867) e do Distrito do Porto (de 25 de outubro de 1890 a 17 de maio de 1892).

## Biografia
Joaquim Taibner de Morais nasceu a 10 de Agosto de 1840, na Marinha Grande, filho do comendador Francisco Taibner de Morais e de sua esposa Maria da Encarnação Guilhermina Crespo.
Ingressou na Faculdade de Direito da Universidade de Coimbra onde obteve o grau de bacharel em Direito. Ingressou no funcionalismo público como funcionário do Ministério da fazenda, tendo atingido o posto de Conselheiro e Director Geral das Contribuições Directas.
Para além da sua carreira como funcionário, exerceu vários cargos políticos. Foi nomeado administrador do concelho de Vila Viçosa por carta de 19 de Setembro de 1863. A 3 de Julho de 1865 foi nomeado secretário-geral do Distrito de Angra do Heroísmo, tendo exercido as funções de governador civil entre 24 de outubro de 1865 e 9 de Fevereiro de 1866 e novamente entre agosto de 1866 e Abril de 1867.
Foi seguidamente nomeado secretário-geral do Distrito da Guarda, tendo desempenhado o mesmo cargo em Faro. A 8 deoutubro de 1868 foi transferido para secretário-geral do Governo Civil do Distrito do Porto. Foi governador civil interino do Distrito do Porto de 25 de outubro de 1890 a 17 de maio de 1892. Neste período ocorreu a revolta republicana de 31 de Janeiro de 1891, tendo tomado parte na acção repressiva pelo que foi agraciado com a comenda da Ordem da Torre e Espada.
Enquanto residia na cidade do Porto envolveu-se na vida social e foi presidente da direcção do Club Portuense em 1876 e 1877, eleito na reunião de 29 de Outubro de 1876. Em 22 de Novembro de 1876, o Club Portuense demonstrou solidariedade para com as vítimas das grandes cheias que assolaram o Porto. Parecia «de alguma repugnância» que, em circunstâncias de tanta aflição, pudesse o Clube Portuense organizar mais um dos seus tão luzidios bailes. Nesse sentido, o Presidente da Direcção, Taibner de Morais, propôs «que talvez os sócios desta casa em harmonia com as tradições sempre generosas desta sociedade, e tendo em vista as razões expostas, quisessem dar à verba destinada para o baile, ou a uma parte desta verba, algum destino especial e consentâneo com as circunstâncias actuais do país, e que neste sentido punha este assunto em discussão». Consubstanciando esta posição, Fernando Maria de Sá Camelo lembrou que a verba destinada ao baile fosse aplicada no socorro às vítimas das inundações. Contudo, o presidente explicou que só a aplicação dos fundos da Sociedade, extraordinariamente, pertence à assembleia-geral; tendo-se resolvido não haver baile, pertence a Direcção aplicar rendimentos da Sociedade do modo porque se prescreve nos Estatutos»
Foi articulista do jornal O Comércio do Porto, sendo considerado um grande conhecedor de Direito Administrativo, tendo publicado em 1890 um trabalho sobre propriedade literária.
Em 1896 foi nomeado Director-Geral das Contribuições Directas e vogal extraordinário do Supremo Tribunal Administrativo, cargos que ocupava quando faleceu.
De referir ainda que Joaquim Taibner de Morais foi um dos impulsionadores da restauração do concelho da Marinha Grande, em 1892, tendo defendido os interesses da região, nomeadamente o relativos à indústria vidreira.